# 下地大朋
下地 大朋（しもじ ひろとも、1991年12月1日 - ）は、日本のラグビー選手。

## プロフィール
- 大阪府堺市出身。
- ポジションはスタンドオフ(SO)。
- 身長 175cm、体重 85kg
- ニックネームはしもやん、もじ、ひろくん。
- U20日本代表候補に選ばれたことがある[1]。

## 略歴
6歳からラグビーを始めた。
2010年、尾道高校卒業後、日本大学に入る。なお尾道高校時代、主将を務め、高校日本代表に選ばれたことがある。
2014年、日本大学卒業後、神戸製鋼コベルコスティーラーズに加入。
2017年、神戸製鋼コベルコスティーラーズを退団した。